# Volvo Parts i Flen
På Volvo Parts i Flen renoveras motorer och komponenter, som sedan säljs som reservdelar. Fabriken tillhörde förut Olléns Tröskmaskinfabrik, Bolinder-Munktell och Volvo Penta.

## Historia

### Olléns Tröskmaskinfabrik
År 1850 anlades i Flen ett sågverk som senare byggdes ut till en mindre verkstad. 1912 köpte fabrikör Olof Ollén verkstaden som nu tillverkade tröskverk. Nya lokaler byggdes och modern produktionsutrustning införskaffades för att bli en av landets producenter av tröskverk och jordbruksprodukter. 1924 ombildades företaget till aktiebolag under namnet  Aktiebolaget Olléns Tröskmaskinfabrik. I slutet av 1920-talet hade verksamheten vuxit till ca 100 anställda och produktionen bestod förutom tröskverk av halmfläktar, frö- och sädessorterare, kastmaskiner och kapsågar.

### Volvo tar över
År 1945 köps fabriken av AB Bolinder-Munktell och 1951 året efter Volvo köpt in sig i BM flyttas trösktillverkning från Eskilstuna till Flensfabriken. Tio år senare, 1961 flyttas tillverkningen återigen, denna gång till BM-Volvos nyförvärvade lokaler i Hallsberg vilka man erhållit genom köpet av Arvikaverken.
Fabriken i Flen blev då en del av Volvo Penta och man börjar med nytillverkning av båtmotorer samt övertar renovering av motorer från fabriken i Skövde. På 1990-talet minskade Penta sin tillverkning i Flen och 1993 upphörde den helt vilket medförde stora uppsägningar på företaget.

## Verksamhet idag
Efter att Penta beslutade att lägga ner sin verksamhet, jobbade man istället vidare med eftermarknadsprodukter och blev 1998 en del av Volvo Parts AB. Volvo Parts använder en form av utbytessystem, där kunden får avdrag på sin nya motor/reservdel om den gamla lämnas in. Den gamla skickas sedan till Flen där den renoveras och säljs som reservdel. Vissa motorer/komponenter passerar fabriken ett flertal gånger, eftersom endast förslitningsdelarna (till exempel kullager) behöver bytas och övriga delar går att återanvända. Fabriken har under 2000-talet ökat omsättningen och har byggt ut ett flertal gånger.
VP i Flen har (2009) en omsättning på drygt en halv miljard kronor och ca 220 anställda.